# マーク・カーモード
マーク・ジェームズ・パトリック・カーモード（Mark James Patrick Kermode、1963年7月2日 - ）は、イギリスの映画評論家、音楽家。